# Рона Нишлију
Рона Нишлију (алб. Rona Nishliu; Титова Митровица, 25. август 1986) је албанска певачица и радијска водитељка пореклом са Косова и Метохије. Нишлију је представљала Албанију на Песми Евровизији 2012. године у Бакуу.

## Живот и каријера
Рона је одрасла у свом родном граду. Са тринаест година преселила се у адмистративни центар Косова и Метохије, Приштину.
Нишлију је била такмичарка Албанском идолу 2004. године и доспела је у првих пет. После такмичења, радила је на радију Блу Скај у Приштини.
Нишлију је представљала Албанију на Евровизији 2012. године и освојила 5. место, што је до сада најбољи резултат који је Албанија остварила на овом такмичењу. Одабрана је 29. децембра 2011. године са песмом Suus (срп. Лично). Након победе на националном избору Албаније за Песму Евровизије, постала је прва певачица која је рођена на Косову и Метохији, а која је представљала Албанију.

## Дискографија
- -{Flakaresha
- Të Lashë
- Shenja
- Eja
- Veriu
- A ka arsy (дует са Бимом Бима)
- Shko pastro pas saj
- Zonja Vdeke
- Suus}-